# Faro della Vittoria (Torino)
Il Faro della Vittoria, anche noto come Faro della Maddalena, è un monumento colossale dedicato alla Vittoria Alata, posto sulla sommità del parco della Rimembranza presso il Colle della Maddalena. L'ottica del faro è alloggiata nella fiaccola sorretta tra le mani dell'imponente statua in bronzo, opera dello scultore torinese Edoardo Rubino.

## Storia
Il monumento fu eretto nel 1928 dal senatore Giovanni Agnelli che decise di donarlo alla città per commemorare il decimo anniversario della vittoria dell'Italia nella prima guerra mondiale sull'Austria e Germania. La cima del Colle della Maddalena venne spianata e resa così meno impervia per agevolare il trasporto e il montaggio delle parti della colossale statua. 

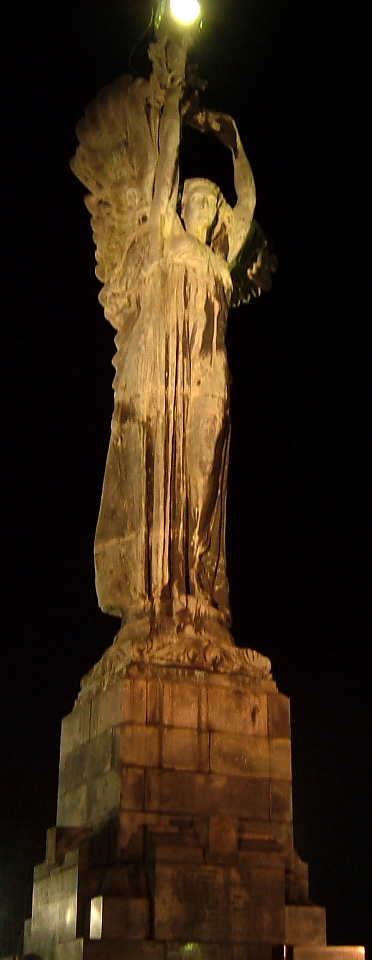
Vista notturna del Faro della Vittoria.

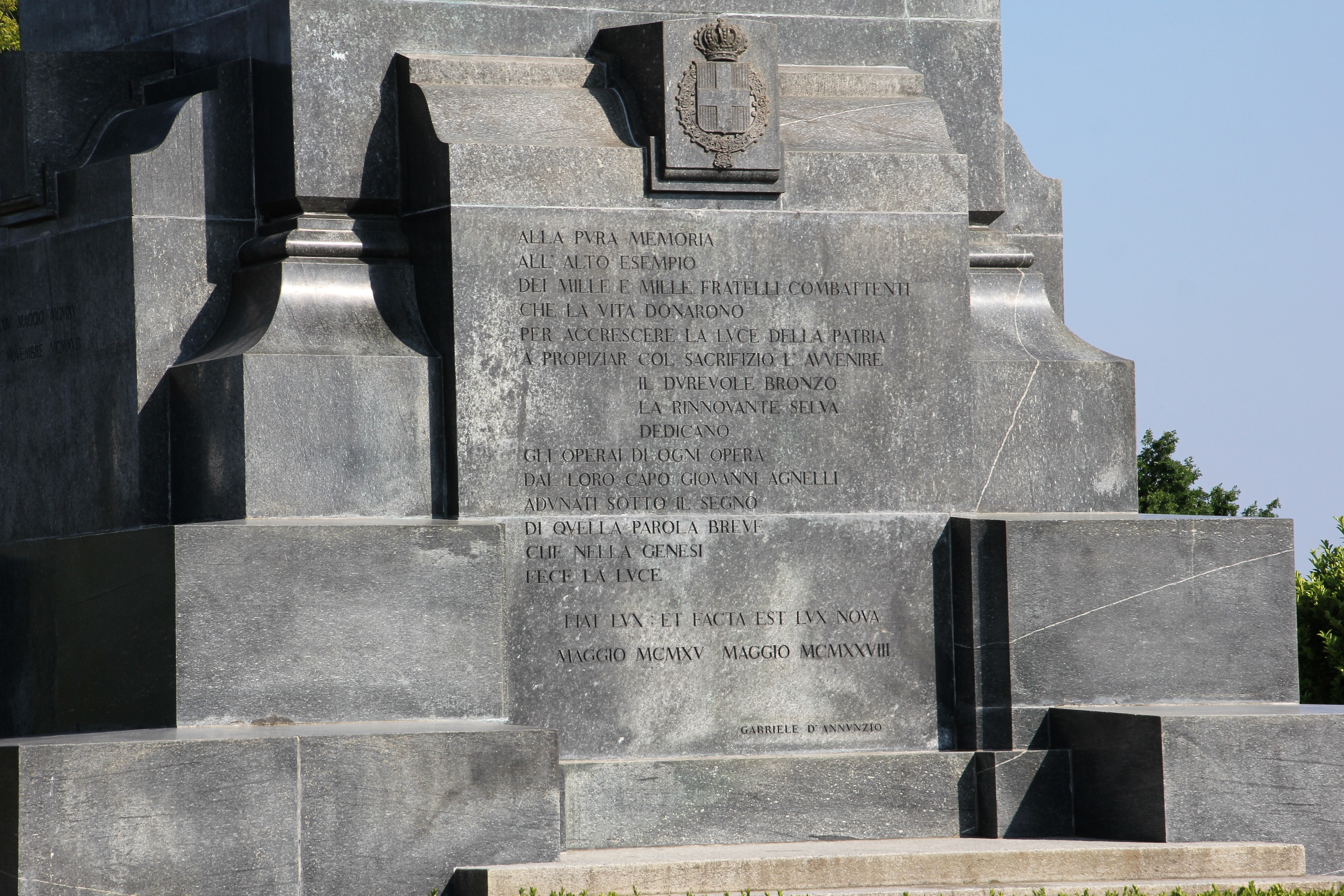
Il basamento in granito con l'epigrafe di Gabriele D'Annunzio.

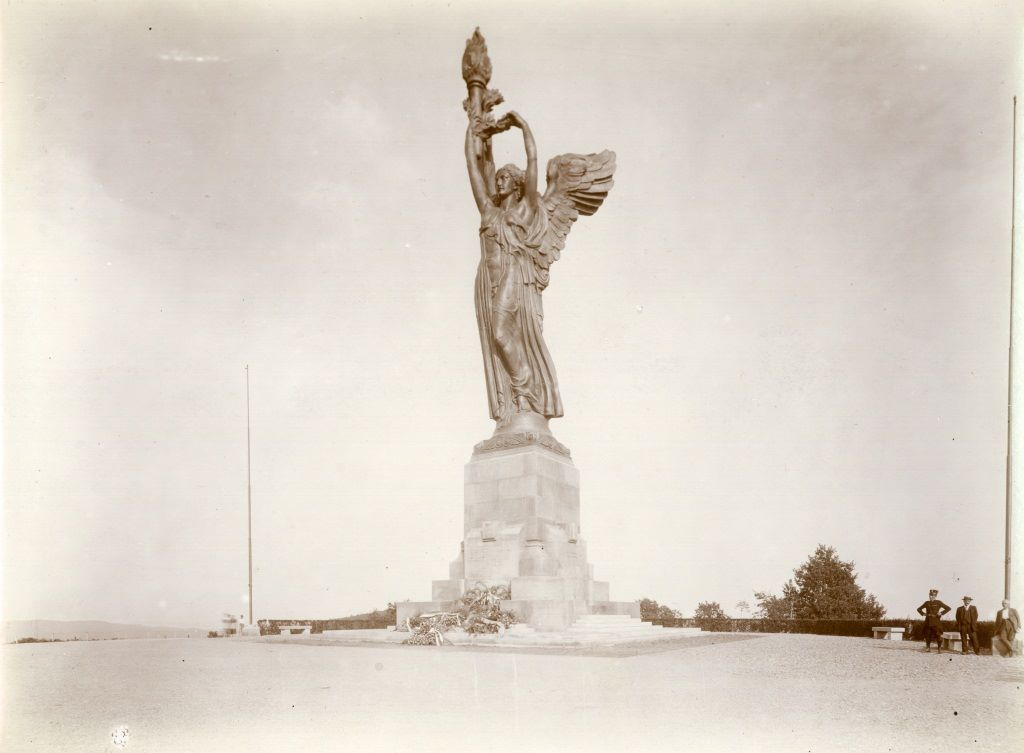
Il faro della Vittoria in una fotografia di Mario Gabinio (1928 post; stampa alla celloidina?).

Il Faro è stato completamente restaurato nel 2013.

## Caratteristiche
Opera in bronzo dello scultore torinese Edoardo Rubino, la statua pesa complessivamente 25 tonnellate, è alta 18,50 metri ed è poggiante su un basamento in pietra di ulteriori 8 metri di altezza. 
La luce del faro è visibile da tutta la città e dai dintorni, in particolare di notte. Dalla vetta del colle dove è posto, ovvero un piazzale ricoperto di ghiaia, si gode un buon panorama della catena delle Alpi Occidentali e vicino alla statua è presente una tavola di orientamento in granito con lastra superiore di ottone, con l'indicazione della rosa dei venti e della direzione delle principali vette alpine visibili nelle giornate serene con cielo terso.
Sulla facciata del basamento in granito rivolta verso Torino è incisa un'epigrafe del poeta Gabriele D'Annunzio:

## Bibliografia

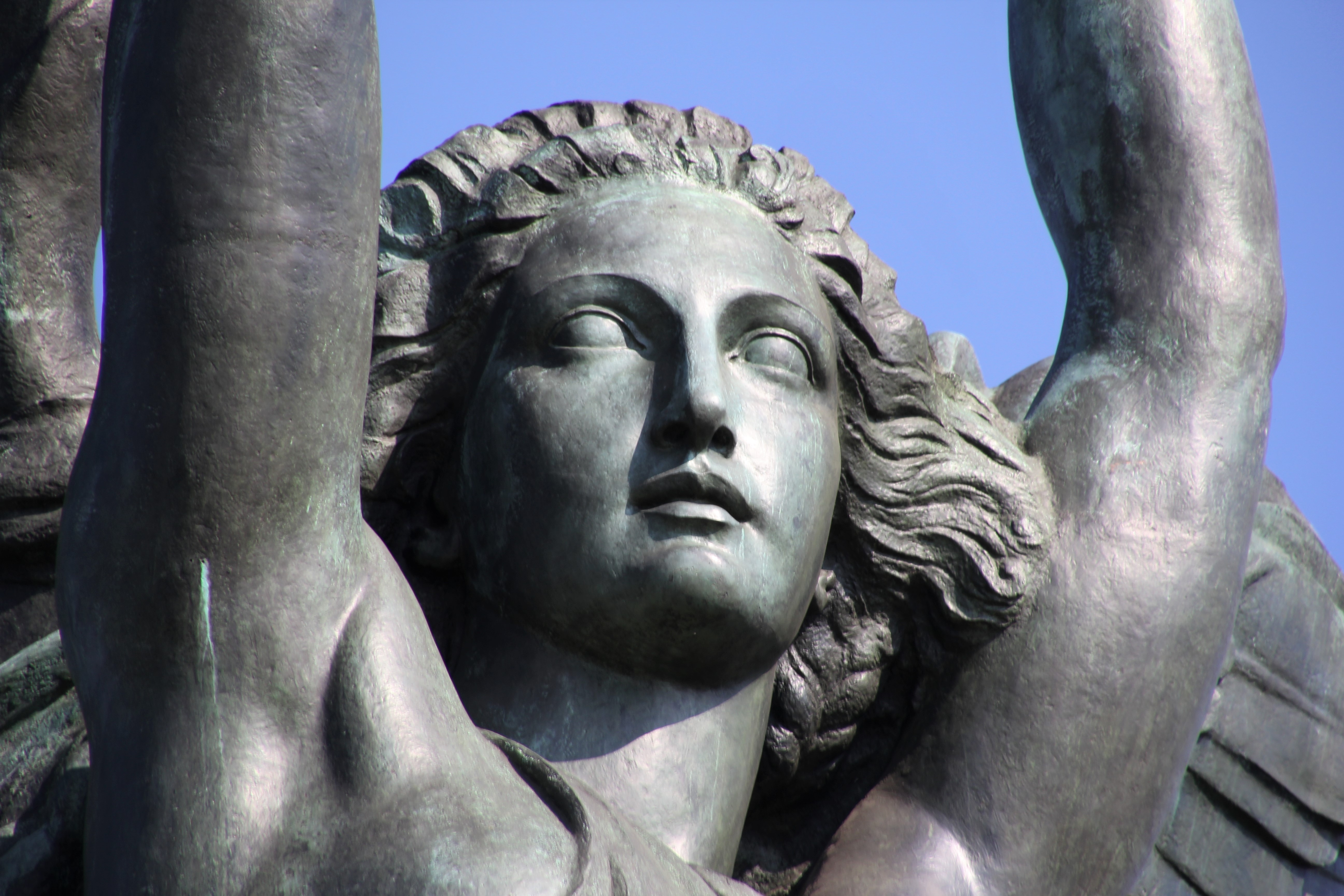
Particolare